# 遊音俱樂部～1st Grade～
《遊音俱樂部～1st Grade～》為日本歌手絢香於2013年9月4日發行的首張翻唱專輯，由A stAtion製作、avex marketing發行。

## 解說
- 本作為絢香首張翻唱專輯，絢香曾在YOUTUBE上唱過的翻唱曲以及其他歌手的歌曲，首次發行翻唱專輯。
- CD、CD+DVD的初回限定特殊包裝為別的封面，粉絲限定盤的毛巾共有三樣式擇一[2]。

## 發行版本
- CD+DVD
- CD ONLY
- CD+DVD+圍巾【粉絲俱樂部限定盤】

## 曲目

### CD
1. 【荒井由實】
2. See-Saw Game ～勇敢的戀曲～（シーソーゲーム〜勇敢な恋の歌〜） 【Mr.Children】
3. Robinson（ロビンソン） 【SPITZ】
4. 【RADWIMPS】
5. 輕閉雙眼（瞳をとじて） 【平井堅】
6. 天空與你之間（空と君のあいだに）【中島美雪】
7. LA·LA·LA LOVE SONG 【久保田利伸】
8. Movin' on without you 【宇多田光】
9. 【齊藤和義】
10. 真夏的果實（真夏の果実） 【南方之星】
11. 【小田和正】

### DVD
- 預定收錄MUSIC VIDEO以及Special Live Session
- 初回特典收錄「遊音俱樂部～1st Grade～特別記錄貼身幕後影片」